# Рокетница (гмина, Познанский повет)
Рокетница (пол. Rokietnica) — сельская гмина (волость) в Польше, входит как административная единица в Познанский повет, Великопольское воеводство. Население — 8706 человек (на 2004 год).

## Соседние гмины
1. Гмина Казмеж
2. Гмина Оборники
3. Познань
4. Гмина Сухы-Ляс
5. Гмина Шамотулы
6. Гмина Тарново-Подгурне